# Teruaki Kobayashi
Teruaki Kobayashi (Ibaraki, 20 juni 1979) is een Japans voetballer.

## Carrière
Teruaki Kobayashi speelde tussen 2002 en 2011 voor JEF United Ichihara, Montedio Yamagata, Vissel Kobe en Ventforet Kofu. Hij tekende in 2012 bij Sagan Tosu.